# Airapus obscurus
Airapus obscurus är en skalbaggsart som beskrevs av Macleay 1871. Airapus obscurus ingår i släktet Airapus och familjen Aphodiidae. Inga underarter finns listade i Catalogue of Life.